# サマル級巡視船
サマル級巡視船（サマルきゅうじゅんしせん、英: Samar-class patrol vessel）は、インド沿岸警備隊が運用する巡視船の船級。

## 来歴
インド洋に広がる排他的経済水域での警備・救難を目的として、102メートル先進救難警備船（102m Advanced Offshore Patrol Vessel (AOPV)）として計画された。当初は12隻の建造が計画されたものの、まもなく6隻、ついで3隻に減らされ、これらは1990年4月に発注された。ネームシップは1992年8月26日にゴア造船所で進水。翌1996年2月14日に就役した。また、のちに4番船が追加され、これは2001年12月14日に進水した。
また1999年には、本級をもとにした発展型2隻の取得が認可された。これらは船体を大型化し、主機関も強化されているため、別の艦級として扱われることもあるが、本級として扱われることもある。これらは2004年から建造が開始され、2008年から2009年にかけて就役した。また6隻の追加建造も検討されている。

## 設計
船体の設計は、インド海軍のスカーニャ級哨戒艦を大幅に流用している。長船首楼船型の船体の中心に船橋とヘリコプター格納庫が位置する。船体に対して構造物は小さい。船体には紺色の斜帯と、右舷側に「COASTGUARD」、左舷側に「तटरक्षक」と大書きしてある。
主機関は、ヴィクラム級巡視船に引き続きSEMT ピルスティクのV型16気筒ディーゼルエンジンである16 PA6 V280であるが、キルロスカ・オイル・エンジンによりライセンス生産化されている。サンカルプ以降は、V型20気筒に強化された20 PA6B STCに変更されている。 

## 装備

### 兵装
主砲として、オート・メラーラ社製76mmスーパーラピッド砲1基を船首甲板に搭載する。76mmスーパーラピッド砲は、世界各国の軍艦に採用されているベストセラー艦載砲で、インド海軍の艦船にも広く用いられている。砲射撃指揮装置（GFCS）としては、船橋上に配置されたRadamec-2400光学方位盤が用いられる。なお主砲と船橋の間は広く空いているが、アメリカ沿岸警備隊（USCG）のカッターのように、有事には艦対艦ミサイルを装備するのではないかという指摘がある。
サンカルプ以降は、CRN 9130mm機関砲2基2門となっている。

### 航空艤装
船体の後部はヘリコプター甲板となっており、中型ヘリコプター1機の運用が可能である。就役時にはヒンドスタン航空機（HAL）がアエロスパシアルSA 316Bをライセンス生産したHALチュタクを搭載していたが、現在は国産のHAL ドゥルーブの搭載が予定されている。甲板には昼夜兼用の着艦誘導装置を搭載する。サンカルプ以降はドゥルーブを前提としている。

### 救難艤装
搭載艇として、複合艇2隻を船体中央に搭載する。ヘリコプター格納庫には舷側に放水銃が1基ずつ装備してある。この放水銃は消火だけでなく、船舶に対する鎮圧にも用いられる。船尾にはクレーンがあるほか、オイルフェンス用のリールを搭載するスペースがある。サンカルプ以降の搭載艇は5隻となっている。

## 運用
日本にもたびたび寄港し、海上保安庁の観閲式や共同訓練に参加している。海上保安庁観閲式にも1番船「サマル」（2005年）、2番船「サングラム」（2001年）、4番船「サガール」（2007年）が招待された。
| 設計   | #  | 船名                    | 進水           | 就役          |
| ------ | -- | ----------------------- | -------------- | ------------- |
| 102m級 | 42 | サマル ICGS Samar       | 1992年8月26日  | 1996年2月14日 |
| 102m級 | 43 | サングラム ICGS Sangram | 1995年3月18日  | 1997年3月29日 |
| 102m級 | 44 | サラン ICGS Sarang      | 1997年3月8日   | 1999年6月21日 |
| 102m級 | 45 | サガール ICGS Sagar     | 2001年12月14日 | 2003年11月3日 |
| 105m級 | 46 | サンカルプ ICGS Sankalp | 2006年4月28日  | 2008年5月20日 |
| 105m級 | 47 | サムラット ICGS Samrat  | 2007年7月2日   | 2009年1月21日 |